# Namur
|  | Aquest article tracta sobre el municipi belga. Vegeu-ne altres significats a «Namur (desambiguació)». |

Namur (Nameur en való, Namen en neerlandès) és una ciutat francòfona de Bèlgica al sud de Brussel·les en la confluència dels rius Sambre i Mosa. És la capital de la regió de Valònia, de la província homònima i, des de 1559, seu de l'arquebisbat de Namur.
Comprèn tres zones: Hesbaye al nord, Condroz al sud-est i Entre-Sambre-et-Meuse al sud-oest. La llengua oficial és el francès. El dialecte local és el való de Namur. Namur és també una ciutat universitària, seu de les Facultats Universitàries Notre Dame de la Paix, la qual cosa atorga característiques particulars a l'estil de vida i ambient del lloc. També és la seu del Parlament való.
Inclou les localitats de Champion, Erpent, Naninne, Marche-les-Dames, Bouge, Jambes, Salzinnes, Saint-Servais, Beez, Saint-Marc, Daussoulx, Flawinne, Malonne, Suarlée, Temploux, Vedrin, Boninne, Cognelée, Gelbressée, Dave, Lives-sur-Meuse, Loyers, Wierde (i Andoy), Wépion, Belgrade.

## Història

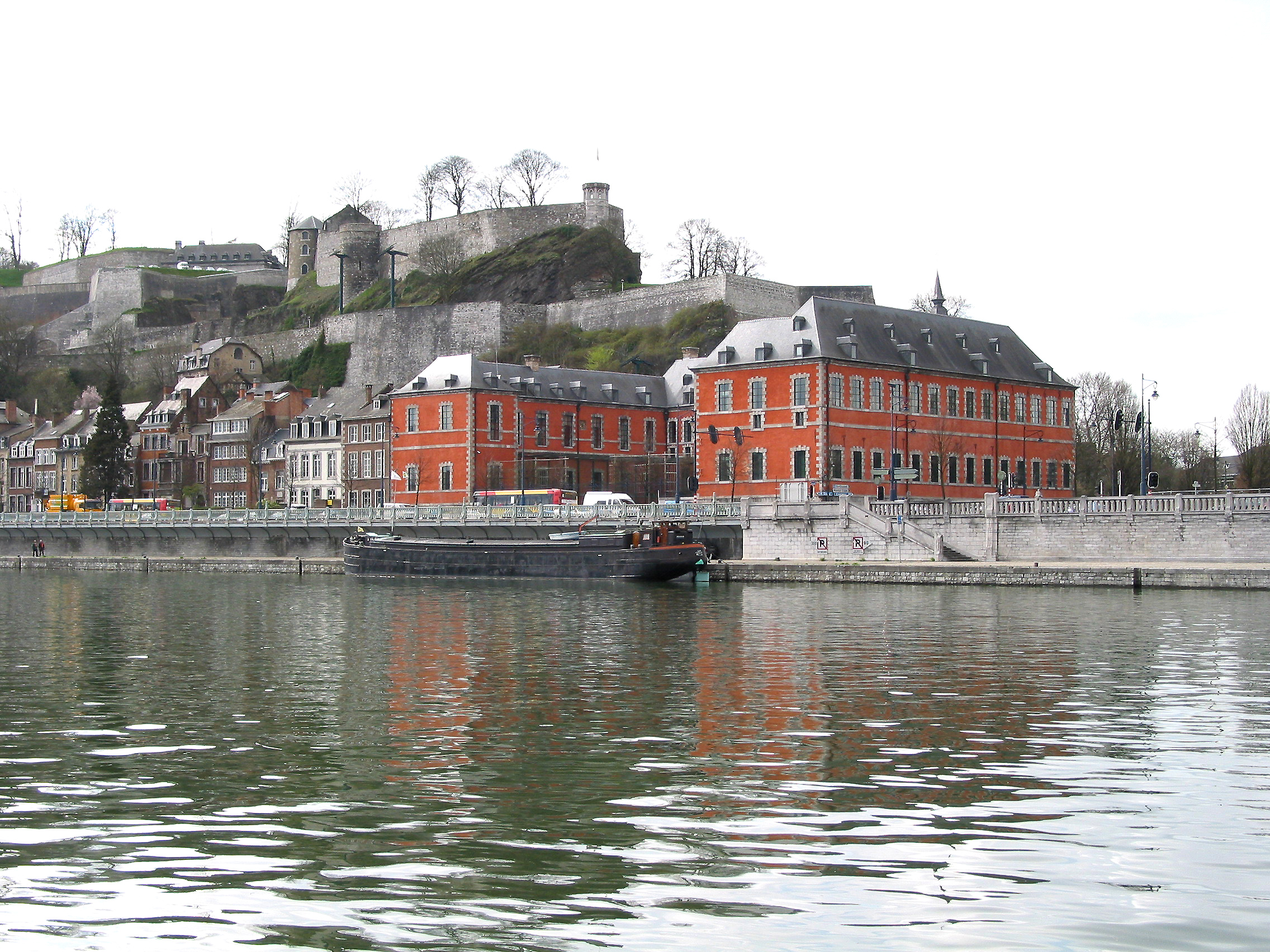
Namur, el Mosa, el parlament való i la ciutadella.

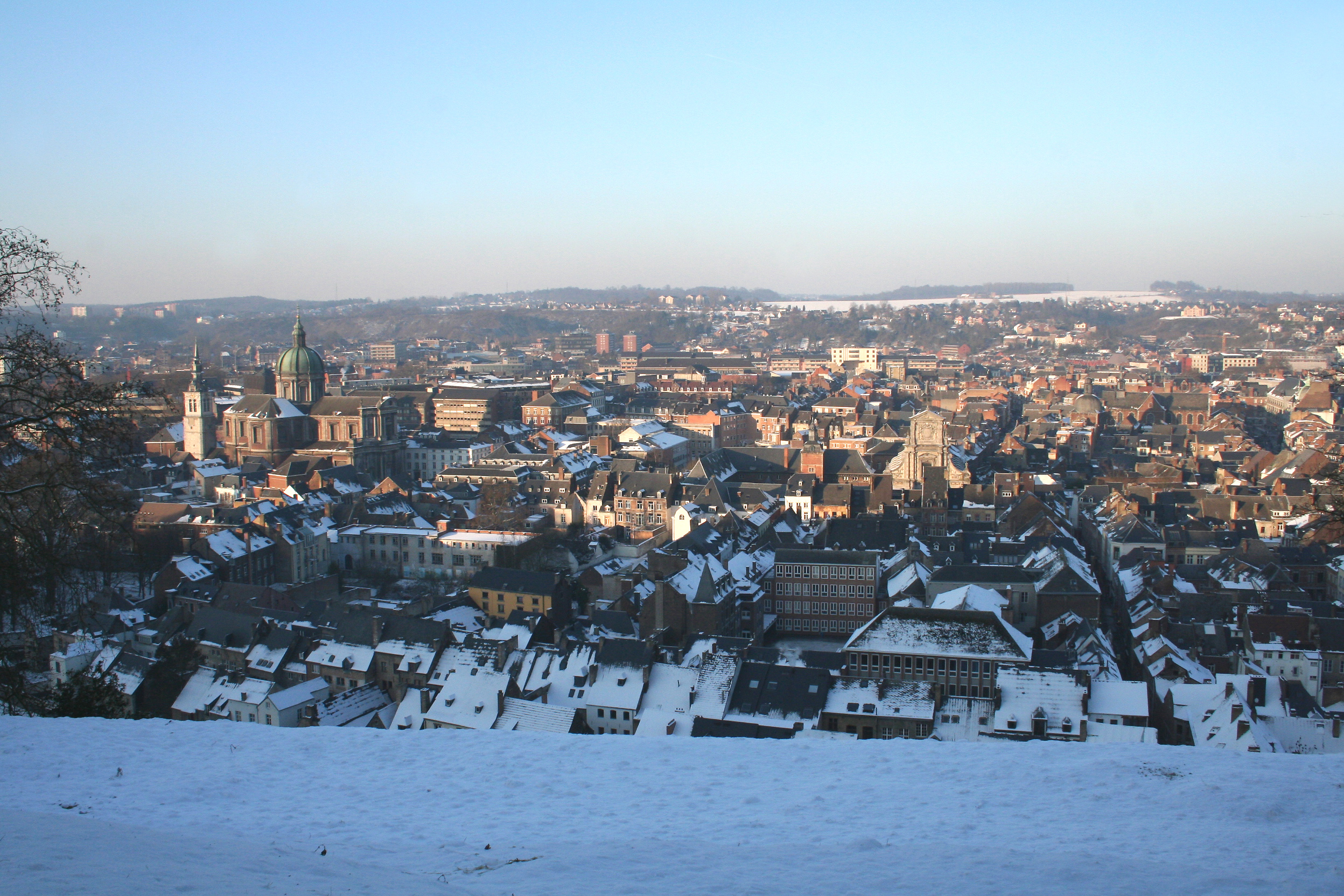
Vista des de la ciutadella a la part alta de la ciutat

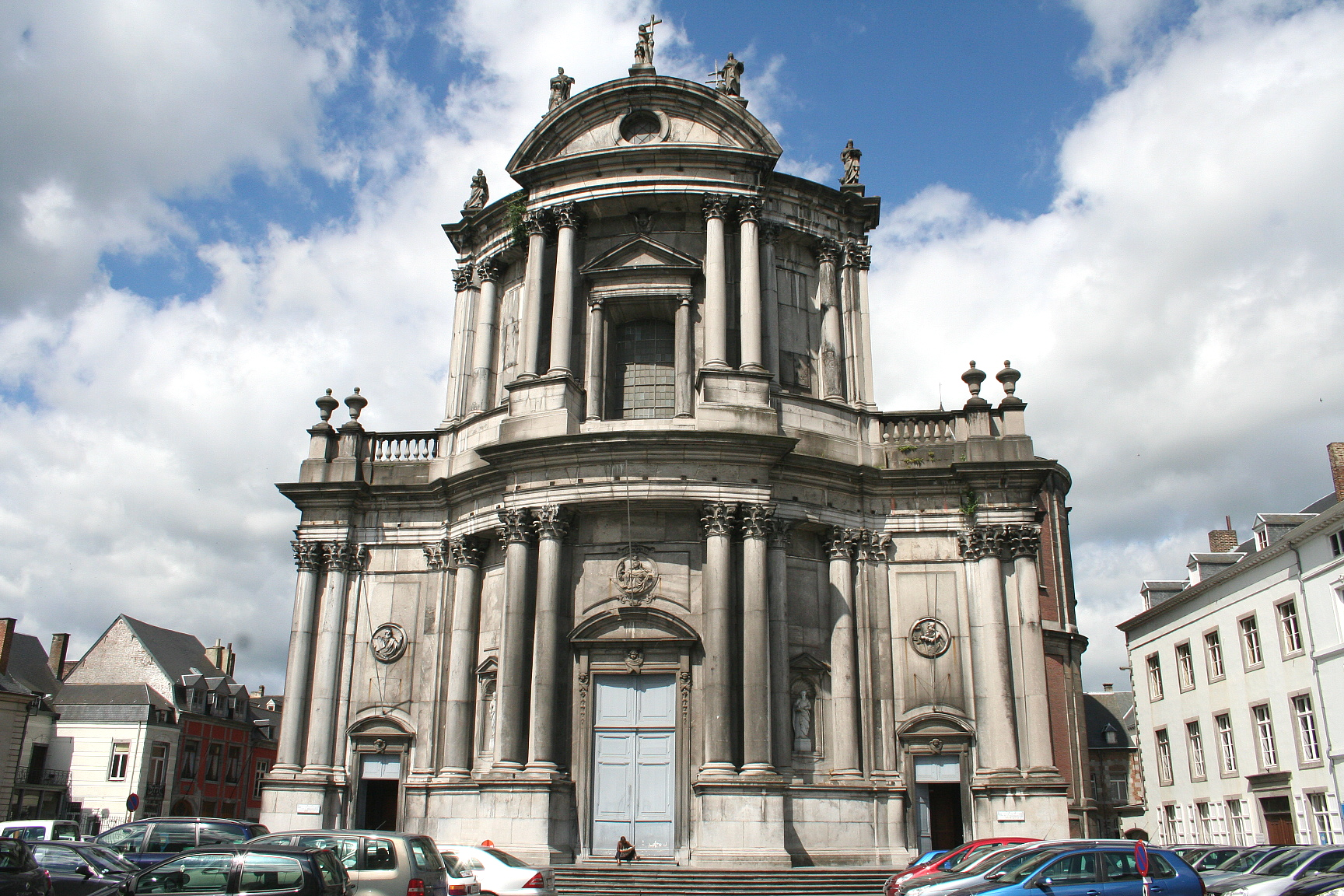
Catedral de St Aubain

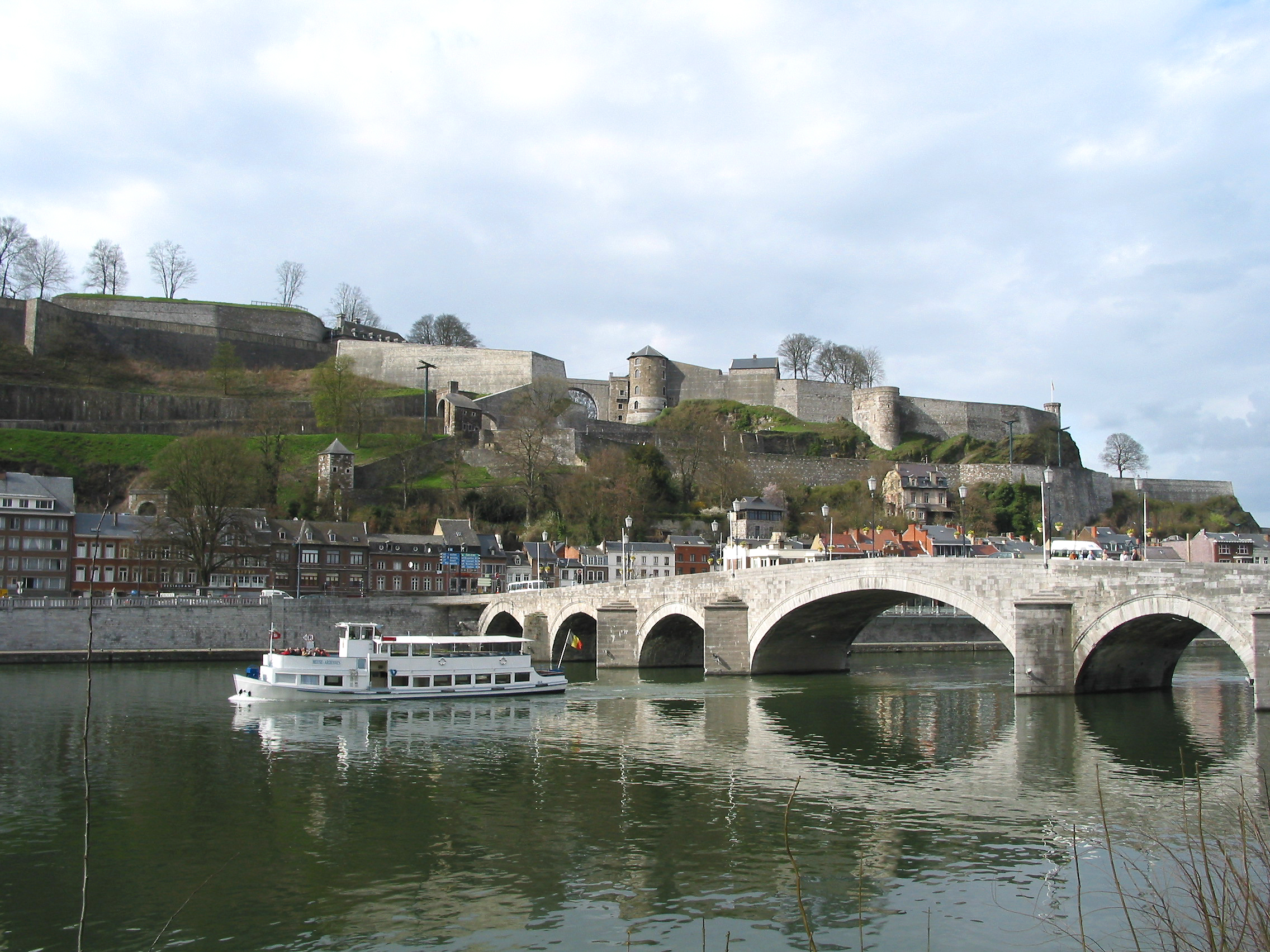
Riu Mosa, el pont de Jambes i la Fortalesa ("Citadelle").

El territori va començar com un important assentament comercial celta en les rutes comercials a través de les Ardenes. Els romans també s'hi van establir després que Juli Cèsar hi derrotés els aduatuci. Namur començà a ser important durant la primera edat mitjana, quan els merovingis van construir un castell o ciutadella a l'esperó rocallós amb vista a la ciutat, en la confluència dels dos rius.
En el segle X el territori es va convertir en un país amb el seu propi dret. La ciutat es va desenvolupar desigualment, ja que els comtes de Namur es van assentar al marge nord del Mosa, mentre que el marge sud era propietat del bisbe de Lieja i es desenvolupà més lentament, a la ciutat de Jambes (ara un suburbi de Namur). El 1262, Namur va caure en mans del comte de Flandes, i va passar a ser possessió del duc Felip el Bo de Borgonya en 1421.
Després, Namur va passar a formar part dels Països Baixos espanyols i en la dècada de 1640 la seva ciutadella es va reforçar considerablement. El rei Lluís XIV de França la va envair en 1692 i la va annexionar a França. El seu famós enginyer militar Sébastien Le Prestre de Vauban, va reconstruir la ciutadella. El control francès fou de curta durada, ja que Guillem III d'Orange-Nassau va capturar Namur només tres anys més tard, en 1695, durant la Guerra dels Nou Anys. En virtut del Tractat Barrera de 1709, els Països Baixos van guanyar el dret a la guarnició de Namur, encara que el posterior Tractat d'Utrecht de 1713, va donar el control dels antics Països Baixos espanyols a l'arxiducat d'Àustria dels Habsburg. D'aquesta manera, encara que els austríacs van dominar la ciutat, la ciutadella va ser controlada pels neerlandesos i va ser reconstruïda novament sota el seu mandat.
Durant les guerres que van seguir la Revolució francesa, França la va envair el 1794. Un règim repressiu revolucionari es va imposar. Després de la derrota de Napoleó Bonaparte el 1815, el Congrés de Viena va incorporar el que avui és Bèlgica en el Regne Unit dels Països Baixos. Bèlgica es va separar dels Països Baixos en 1830 després de la Revolució belga i Namur va seguir sent una important guarnició de la ciutat en el marc del nou règim. La ciutadella va ser reconstruïda un cop més el 1887.
Namur va ser un important objectiu de l'Imperi Alemany durant la invasió de Bèlgica el 1914, que va tractar d'utilitzar la vall del Mosa com a ruta cap a França (Pla Schlieffen). Malgrat ser considerada com a pràcticament inexpugnable, la ciutat va caure després de només tres dies de combats i va ser ocupada pels alemanys durant la resta de la guerra. Namur no va tenir millor sort en la Segona Guerra Mundial, ja que es trobava en les línies del front de la Batalla de les Ardenes de 1940 i la batalla de les Ardenes de 1944. La ciutat va sofrir greus danys en ambdues guerres. Posteriorment va seguir acollint l'Exèrcit belga i els seus paracaigudistes fins a la seva retirada el 1977.

## Llista de burgmestres
| Burgmestres           | Mandat    | Partit                   |
| --------------------- | --------- | ------------------------ |
| Jean-Baptiste Brabant | 1830-1838 | tendència catòlica       |
| Charles Zoude         | 1839-1842 | tendència catòlica       |
| François Dufer        | 1842-1867 | -                        |
| Xavier Lelièvre       | 1867-1876 | tendència catòlica       |
| Émile Piret-Pauchet   | 1876-1879 | -                        |
| Émile Cuvelier        | 1879-1890 | -                        |
| Henri Lemaître        | 1891-1895 | -                        |
| Ernest Mélot          | 1895-1908 | Partit Catòlic (Bèlgica) |
| Joseph Saintraint     | 1908-1911 | -                        |
| Arthur Procès         | 1912-1921 | -                        |
| Joseph Saintraint     | 1921-1924 | -                        |
| Fernand Golenvaux     | 1924-1931 | Partit Catòlic (Bèlgica) |
| Louis Huart           | 1932-1963 | Partit Catòlic (Bèlgica) |
| Fernand Pieltain      | 1964-1970 | Partit Catòlic (Bèlgica) |
| Émile Lebrun          | 1971-1976 | Partit Catòlic (Bèlgica) |
| Louis Namèche         | 1977-1982 | PSB                      |
| Jean-Louis Close      | 1983-2000 | PS                       |
| Bernard Anselme       | 2001-2006 | PS                       |
| Jacques Étienne       | 2006-2012 | cdH                      |

## Demografia
Evolució demogràfica des de 1806
- <Font:[1] INS - Remarque : 1806 - 1970 = census; a partir de 1972 = població a 1 de gener
- Comentaris

- 1977 : fusió de municipis

## Agermanaments
- Lafayette (Louisiana)
- ciutat de Quebec
- Bourg-en-Bresse[2]
- Belmont (Califòrnia)
- Columbus (Ohio)

Namur també forma part de la Xarxa Sésame que reagrupa 15 capitals regionals d'arreu del món. L'objectiu de la xarxa és desenvolupar una cooperació de caràcter institucional, però també econòmica entre empreses, administracions, universitats, escoles i organitzacions públiques i privades de llurs territoris.
- Badalona
- Koroliov (Regió de Moscou)
- Lafayette (Louisiana)
- Longueuil (Quebec, Canada)
- Moncton (Nova Brunswick, Canada)
- Namur
- Northampton (Northamptonshire)
- Parma (Emília-Romanya)
- Pécs (Baranya)
- Poitiers (Poitou-Charentes)
- Syracuse (Nova York)
- Vaasa (Ostrobòtnia)
- Victoriaville (Québec)
- Zhengzhou (Henan)

## Personatges il·lustres
- François Bovesse, polític
- Henri Michaux, escriptor belga en francès
- Claude Piron, psicòleg
- François-Joseph Dizi, arpista i compositor.
- François Dunkler